# Alonso Tresierra y Cano
Alonso Tresierra y Cano (1762, Villa de Chiclana, Cádiz, España –  26 de febrero de 1818, Arizpe, Sonora, México) gobernador intendente de las Provincias de Sonora y Sinaloa. Nació en Cádiz e hizo sus estudios profesionales de abogado. Vino a Arizpe en 1790 con nombramiento de teniente letrado asesor del Gobierno y estuvo en funciones de gobernador en 1793, 1795 a 1796, 1811 y 1814. Murió en Arizpe el 26 de febrero de 1818.